# Maison de Beaufort-Spontin
Pour les articles homonymes, voir Famille de Beaufort.
La maison de Beaufort-Spontin est une famille de la noblesse belge et autrichienne, originaire de Huy, à la limite du Comté de Namur et de la Principauté de Liège, en Belgique,. Elle tint des fonctions importantes dans les Pays-Bas autrichiens et le Saint-Empire romain germanique.

Frédéric Auguste Alexandre de Beaufort-Spontin devint le premier duc de Beaufort-Spontin en 1782, par lettres patentes de Joseph II d'Autriche. Les cadets de famille portent les titres de comte et comtesse.

Cette famille s'est implantée en 1910 par mariage en Autriche, où ses membres actuels résident aujourd'hui.

## Histoire
La famille est liée aux seigneurs de Beaufort, qui possédaient des terres près de Huy au début du XIe siècle et qui semblent apparentés plus ou moins étroitement avec les avoués de cette ville (les seigneurs de Barse). Cette parenté est attestée par le chroniqueur liégeois Jacques de Hemricourt qui affirme sans entrer dans les détails que les seigneurs de Spontin étaient issus du lignage de Beaufort. Le nom Beaufort n'apparait pas avant le XIIIe siècle. Il semblerait que les premiers membres de la famille étaient des hutois dont nous retrouvons la trace sous le nom de de Huy et qui étaient probablement déjà seigneurs du fief qui allait adopter le nom de Beaufort, l'actuelle Ben-Ahin. Il faut encore noter que la branche aînée des Beaufort s'éteignit au Moyen Âge et ce n'est que bien plus tard que la famille des seigneurs de Spontin relevèrent le nom.
La famille de Beaufort se divisa en plusieurs branches, dont celles de Spontin et de Vêves, et la branche puinée de Beaufort-Celles, dont descendent les actuels comtes de Liedekerke-Beaufort. La branche de Beaufort-Spontin résidait à Freÿr au début du XVe siècle.

## Ducs de Beaufort-Spontin
- Frédéric-Auguste Alexandre (1751-1817), comte de Beaufort, marquis de Spontin et Florennes, né à Namur (paroisse Saint-Jean-l'Évangéliste) était le fils de Charles Albert (1713-1753), fait marquis de Beaufort-Spontin avec rang princier en 1746, et de son épouse Marie-Marguerite (1732-1755), héritière des comtes de Glymes[1]. Il fut élevé au rang de duc dans les Pays-Bas autrichiens en 1782 et à celui de comte d'Empire en 1789[1]. Il était le chambellan de l'archiduc Charles d'Autriche à Bruxelles, et gouverneur général des Pays-Bas au nom de la Sixième Coalition en 1814. Il fut aussi président du Conseil Privé, chambellan et grand maréchal à la cour du roi Guillaume Ier des Pays-Bas[6],[1]. D'où :
  - Frédéric Louis Ladislas, deuxième duc de Beaufort-Spontin (1809–1834)[7].
  - Alfred Charles Auguste Constantin, troisième duc de Beaufort-Spontin (1816–1888)[8], issu du second mariage du premier duc avec la comtesse Ernestine de Starhemberg, devint un membre héréditaire de la chambre des seigneurs autrichienne, recevant le titre de prince von Beaufort et le style d'altesse sérénissime en 1876[1].
    - Frédéric Georges Marie Antoine Michel, quatrième duc de Beaufort-Spontin (1843–1916), né à Bruxelles, était le fils du duc Alfred et de sa première épouse, Pauline de Forbin-Janson. Il mourut dans la possession familiale de Petschau en Bohème durant la première guerre mondiale. De son mariage avec la princesse Marie-Mélanie de Ligne, il est le père du cinquième duc[1]. 
      - Henri Marie Eugène, cinquième duc de Beaufort-Spontin (1880–1966), né à Paris (7e arrondissement), il servit également dans la chambre haute d'Autriche jusqu'à l'abolition de l'Empire austro-hongrois en 1918. Il épousa en 1910 la comtesse Marie-Adelheid von Silva-Tarouca, avec laquelle il eut le sixième duc. Il décéda à Graz, en Autriche[1].
        - Friedrich Josef, sixième duc de Beaufort-Spontin (1916–1998), né en Bohème et décédé à Graz, fut fermier en Styrie[1]. Marié en 1943 avec Christiane Steinheuer, d'où :
          - Friedrich-Christian Albrecht, septième duc de Beaufort-Spontin (né en 1944 à Petschau), physicien spécialisé dans la médecine nucléaire, anciennement professeur à l'université de Graz, vit en Styrie, en Autriche.

## Galerie de châteaux

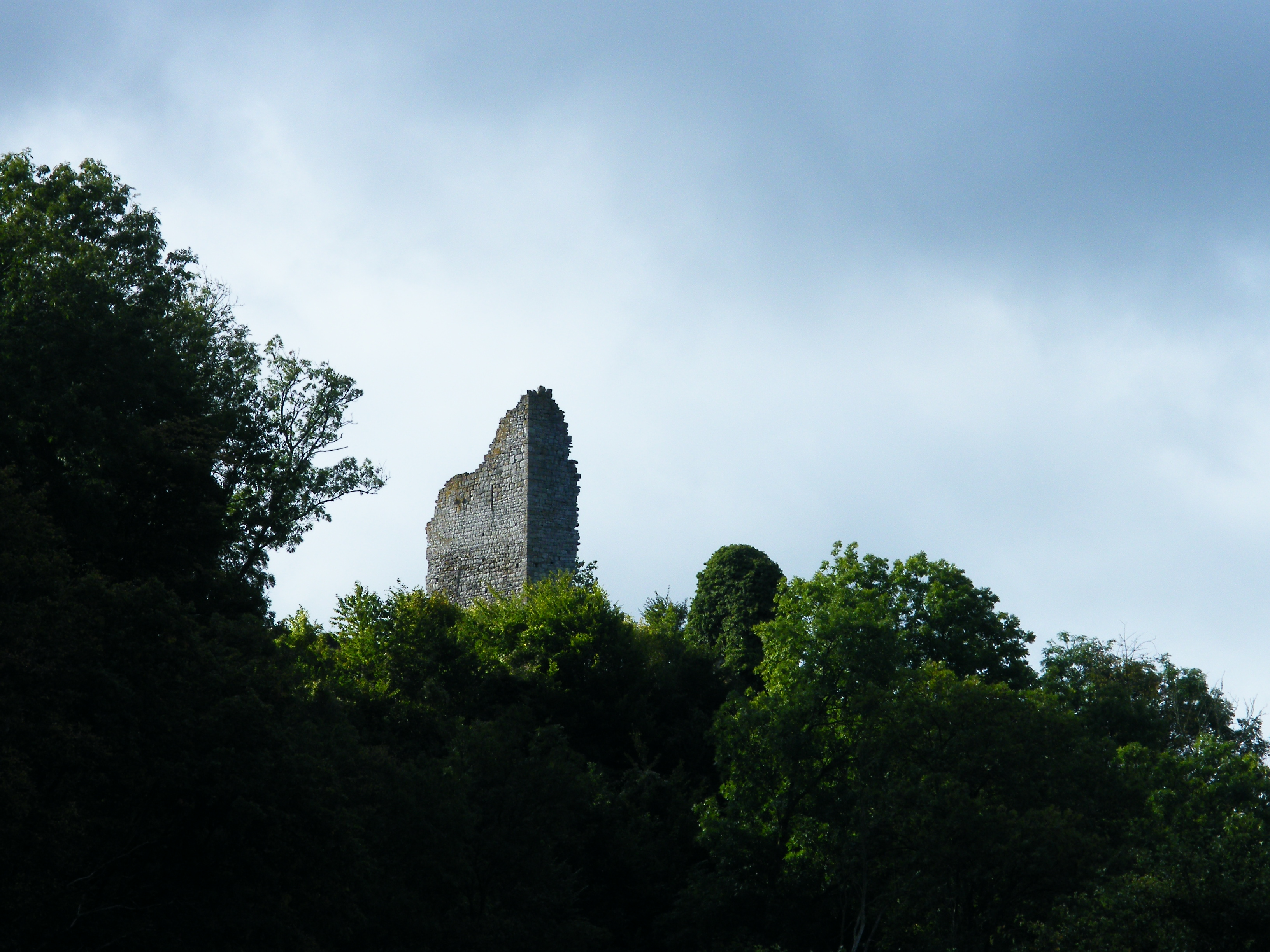
Ruines du château de Beaufort à Ben-Ahin
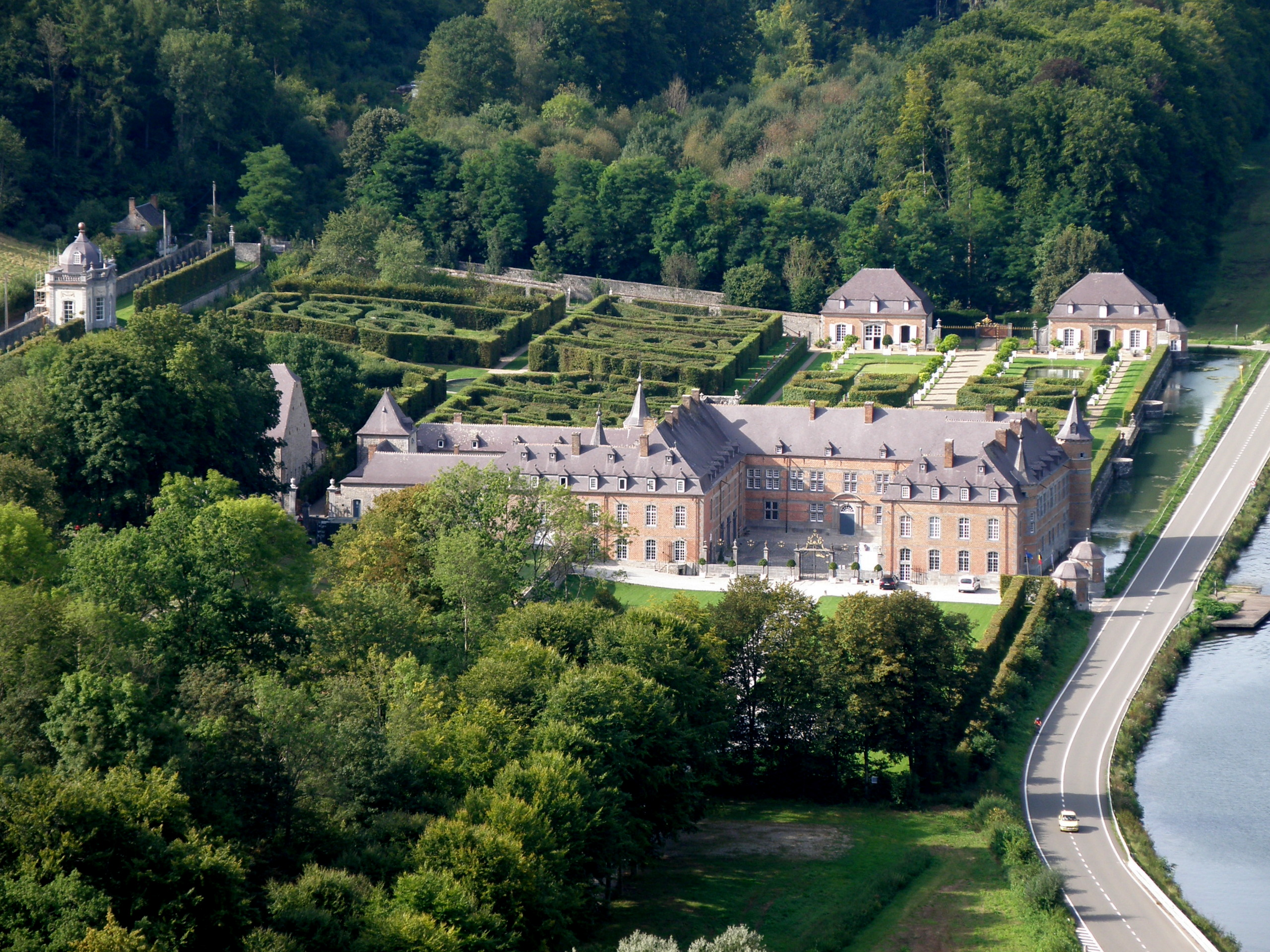
Le château de Freÿr sis le long de la Meuse
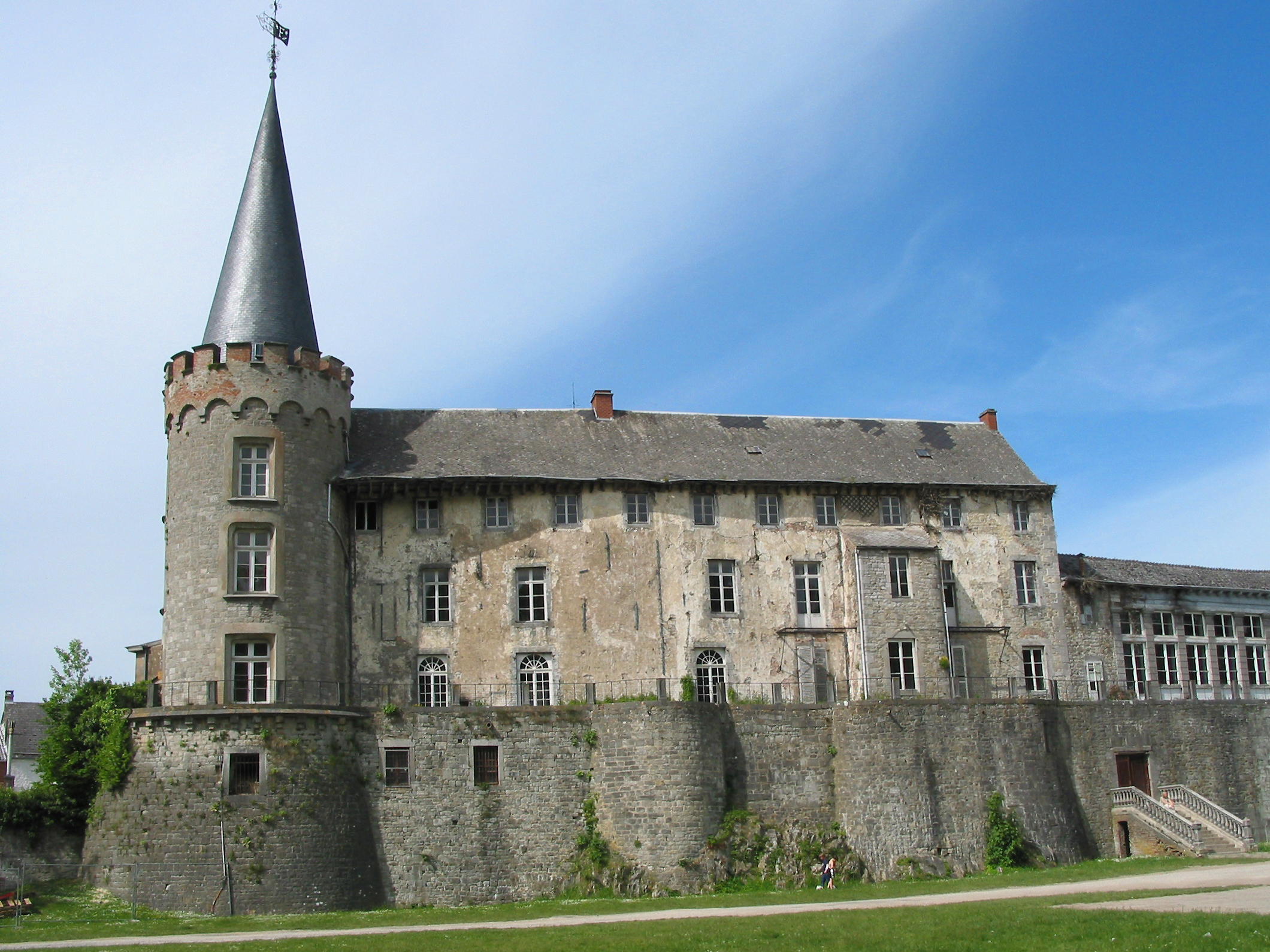
Le château de Florennes (anciennement château de Beaufort)
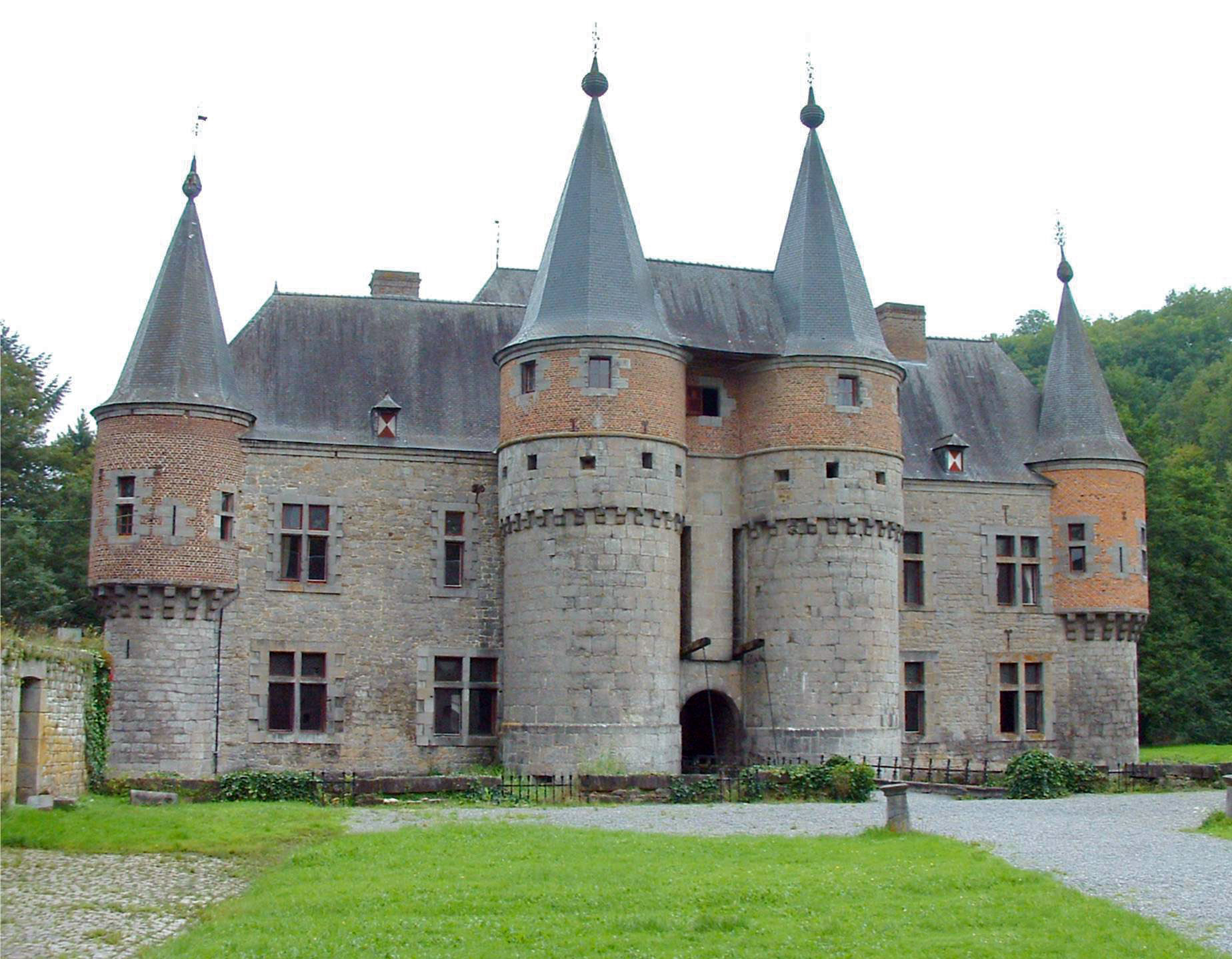
Le Château de Spontin à Yvoir
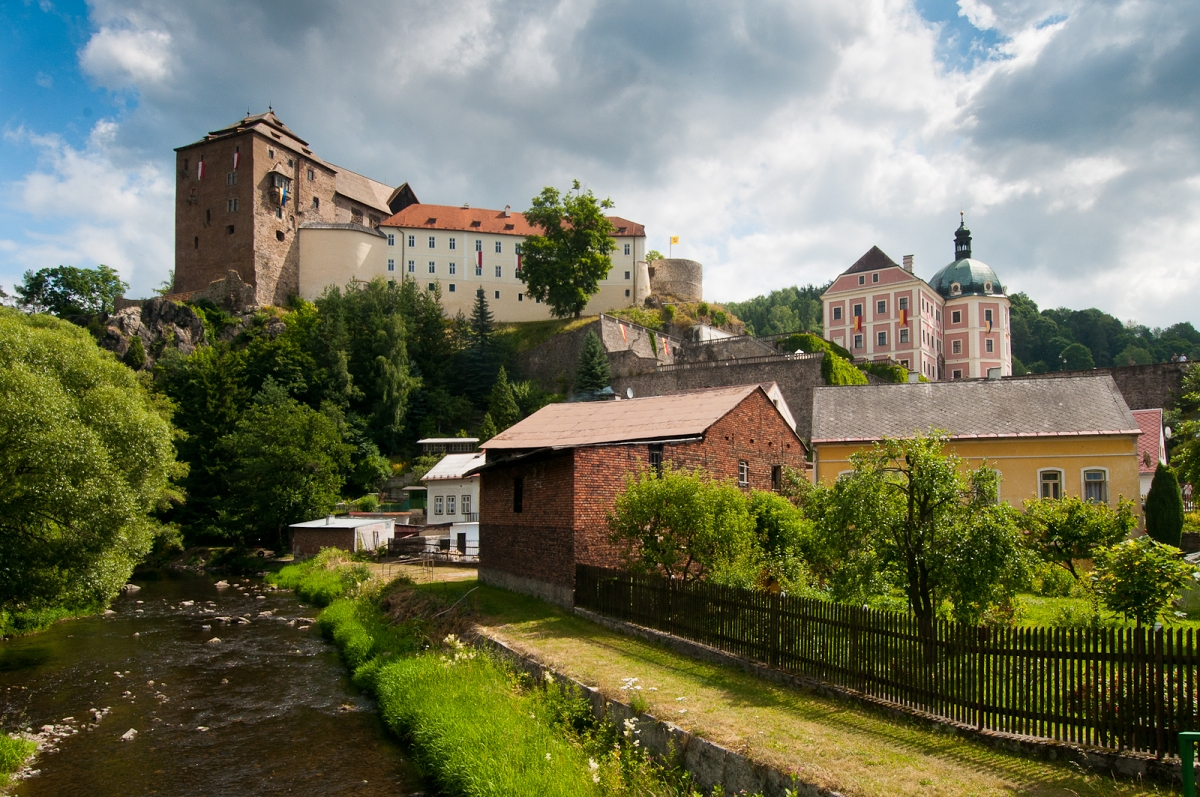
Le château de Bečov (Petschau) en République tchèque

## Armorial
Les armes primitives des Beaufort sont attestés par Hemricourt. Les Beaufort-Spontin (alors appelés de Gesves) auraient d'abord porté les armes du milieu avant d'adopter les armes actuelles selon Goethals. Ils auraient ajouté les coquilles pour se différencier de leurs cousins Beaufort-Celles. Les armes actuelles de la famille, écartelées avec celles des comtes de Looz, se fondent sur une prétention de la famille d'être issue de ces derniers, étayée par la très complaisante généalogie de Félix-Victor Goethals. Ce même Goethals fait de leur famille les premiers seigneurs de Fallais.

Armes de la famille de Beaufort (aussi dite de Huy)
Premières Armes des Beaufort de Spontin
Armes actuelles des Beaufort-Spontin